# ジョン・ケンナ
ジョン・エドワード・ケンナ（英:John Edward Kenna、1848年4月10日-1893年1月11日）は、アメリカ合衆国ウェストバージニア州出身の民主党政治家であり、1883年からその死の1893年までウェストバージニア州選出のアメリカ合衆国上院議員を務めた。

## 伝記
ケンナはバージニア州（1863年以降はウェストバージニア州）カノワ郡セントオールバンズ近くで生まれた。ほとんど教育を受けておらず、南北戦争中の16歳のときに、南軍のジョセフ・O・シェルビー将軍の「鉄の旅団」に従軍して負傷した。故郷に戻った後、法律を勉強して1870年に法廷弁護士として認められた。ウェストバージニア州で台頭しつつあった民主党で大変活動的な役割を担った。
1872年のカノワ郡検察官から1875年には郡巡回裁判所の臨時判事に上り、1876年にはアメリカ合衆国下院議員になった。この下院議員である間に、鉄道法成立を推進し、出身州における石炭、木材および製塩業の助成のために不振産業支援のための改革を行った。これらの活動により、1883年には州選出のアメリカ合衆国上院議員に選出され、その2つの目的のために戦いを継続した。
ケンナは上院における民主党（少数党）院内総務となり、政府の行政機関独立問題で強力で議論を呼ぶ発言者として台頭した。幾つかの問題ではグロバー・クリーブランド大統領を力強く弁護し、関税改革法案成立に失敗したことで上院多数党の共和党を非難した。その輝かしい業績は1893年1月11日、44歳での急死によって途絶された。
1901年、ウェストバージニア州はワシントンD.C.アメリカ合衆国議会議事堂の国立彫像ホール・コレクションに州から寄贈する2体の彫像の1つとしてケンナの大理石像を寄贈した。

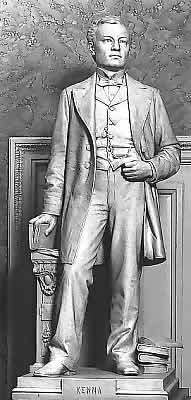
国立彫像ホール・コレクションに収められているケンナの彫像